# Suhpalacsa barrowensis
Suhpalacsa barrowensis is een insect uit de familie van de vlinderhaften (Ascalaphidae), die tot de orde netvleugeligen (Neuroptera) behoort. 
Suhpalacsa barrowensis is voor het eerst wetenschappelijk beschreven door New in 1984.